# Conflict Intelligence Team
Conflict Intelligence Team (CIT) — група незалежних блогерів російського походження, яка розслідує на основі відкритих джерел події, що відбуваються під час збройних конфліктів, зокрема дії російських військ в Україні, Сирії, Лівії та Центральноафриканській Республіці. Разом із Bellingcat та InformNapalm це одна з найбільших таких груп, що виникли під час Російсько-української війни.

## Історія
Групу заснував Руслан Левієв, програміст із Сургута (Росія). За його словами, у 2011 році він зіткнувся з масовими фальсифікаціями на виборах до Держдуми, після чого долучився до діяльності російської опозиції та створив компанію, яка проводить онлайн-трансляцію різноманітних акцій, зокрема Євромайдану. Після окупації Криму Росією та початку війни на сході України Руслан Левієв почав висвітлювати та досліджувати події цих конфліктів, зокрема участь у них російських військових. Спочатку його група називалася War in Ukraine (WiU), а у вересні 2015 року, після початку російської військової інтервенції в Сирії, змінила назву на нинішню. Порівняно з іншими подібними групами CIT відрізняється невеликою кількістю учасників (10-11 осіб) і тим, що всі вони є громадянами Росії. Імена більшості членів групи тримаються в секреті з міркувань безпеки.
До 2022 року група діяла здебільшого в Росії, де стикалася з погрозами, серед яких були дві спроби порушити кримінальну справу проти Левієва, виклик до військової прокуратури, напад невідомої особи, телефонні дзвінки з погрозами вбивства та хакерська атака з боку групи «КіберБеркут». 5 березня 2022 року CIT оголосила, що залишила Росію, аби мати можливість продовжити роботу.

### Розробка засобів для обходу обмежень Роскомнагляду
У 2013 році, коли хакерське угруповання «Шалтай-Болтай» зламало пошту заступника начальника управління з внутрішньої політики Адміністрації президента Тимура Прокопенка й опублікувало листи, у яких керівник Роскомнагляду Олександр Жаров скаржився Прокопенку на пости Левієва щодо його участі в розробці засобів для обходу обмежень, накладених на блог Олексія Навального.

### Окупація Криму та війна в Донбасі
Після окупації Росією Криму і початку війни на Донбасі Левієв почав висвітлювати й розслідувати події в рамках цих конфліктів, а також участь у них російських військових (участь регулярних військ ЗС РФ у бойових діях на сході України ніколи не була визнана Росією на офіційному рівні).

### Вторгнення Росії в Україну
З кінця жовтня 2021 року розслідувачі CIT відстежували скупчення російських військ на кордоні з Україною і на початку 2022 року були готові підтвердити відомості західних розвідок про майбутнє вторгнення.
У серпні 2023 року генпрокуратура Росії оголосила Conflict Intelligence Team «небажаною організацією».

## Діяльність
CIT здійснила низку міжнародно визнаних розслідувань про наявність та діяльність російських військ у Сирії та Україні, зокрема загибель російських солдатів у цих країнах та використання Росією касетних бомб у Сирії. Чіткі докази їх використання (заперечуваного російською владою) були знайдені на світлинах та відео з російських державних ЗМІ. Вивчивши світлини та карти, CIT також спростувала офіційну російську тезу про те, що російські війська в Сирії не брали участі в наземних боях. Разом із Bellingcat група вивчала обставини збиття Boeing 777 у Донецькій області у 2014 році. CIT уточнювала деталі біографії підозрюваних у отруєнні Сергія та Юлії Скрипалів у 2018 році, розслідувала вбивство Олександра Тарайковського, учасника білоруських протестів, у 2020 році та детально інформувала про підготовку Росії до вторгнення в Україну 2022 року. Група співпрацює з великими світовими ЗМІ, які публікують її розслідування, включаючи BBC, Reuters, Sky News і Der Spiegel.

## Фінансування
За даними РБК на 2016 рік, група існує на власні кошти, приватні пожертвування та іноземний грант. За словами Левієва, під час війни в Сирії група зробила спробу провести фандрайзингову кампанію, яка «пішла не дуже», тому було подано заявки на іноземні гранти, а у 2016 році одну з них було задоволено.